# 1945 (film, 2017)
Az 1945 Török Ferenc által rendezett, 2017-ben bemutatott 91 perces fekete-fehér magyar, történelmi filmdráma Rudolf Péter, Tasnádi Bence, Szabó Kimmel Tamás, Sztarenki Dóra, Szirtes Ági főszereplésével. Gyártója és forgalmazója a Katapult Film Kft. A film Szántó T. Gábor Hazatérés című elbeszélésének filmes feldolgozása.
Világpremierje 2017 januárjában a Miami Zsidó Filmfesztiválon volt, európai bemutatkozása pedig a 67. Berlini Nemzetközi Filmfesztivál Panorama szekciójában.

## Cselekmény
A film egy nap történetét mutatja be egy kelet-magyarországi faluban, a második világháború végén, 1945 augusztusában (a rádió híreiből tudható, hogy éppen ledobták az atombombát Nagaszakira). A megszálló német csapatok helyét átvették a szovjetek, s az ő ellenőrzésük mellett készülődnek a háború utáni első választásokra. A községben másik, közelebbi eseményre is készülnek: a jegyző, Szentes István fiának esküvőjére. A hangulat eléggé feszült, mivel a menyasszony korábbi vőlegénye is éppen hazatért a fogságból.
Ekkor érkezik a hír, hogy a község vasútállomásán két feketébe öltözött ortodox zsidó férfi szállt le a vonatról; a faluban gyorsan elterjed a hír: „visszajöttek!” Mármint ketten azok közül, akik előző évben nem önszántukból hagyták ott a falut, hanem marhavagonokba zárva vitték el őket. Néhány óra alatt minden megváltozik, főleg amikor kiderül: ládáikban állítólag illatszerek vannak. Márpedig a jegyző fiának az „atyai öröksége” éppen a helyi drogéria, amelynek a korábbi tulajdonosai az elhurcoltak közt voltak... Más falusiak is attól tartanak, hogy további túlélők fognak érkezni, akik birtokba kívánják venni egykori tulajdonaikat. Ahogyan a zsidók a falu felé vonulnak (majd át rajta), úgy kerülnek napvilágra az elfojtott, eltitkolt bűnök, cinkosságok és hazugságok, amik miatt több embernek is számvetést kell készítenie és szembenéznie lelkiismeretével, s a közelmúlt történéseivel...

## Szereplők
- Rudolf Péter – Szentes István, a jegyző
- Tasnádi Bence – Szentes Árpád
- Szabó Kimmel Tamás – Jancsi
- Sztarenki Dóra – Kisrózsi
- Szirtes Ági – Kustár Andrásné
- Szarvas József – Kustár András
- Nagy-Kálózy Eszter – Szentesné Anna
- Angelus Iván – Sámuel Hermann
- Nagy Marcell – Sámuel Hermann fia
- Znamenák István – állomásfőnök
- Terhes Sándor – rendőr
- Székely B. Miklós – Suba Mihály
- Somhegyi György – ifj. Suba Mihály
- Szalontay Tünde – Rózsika
- Gados Béla – pap
- Nagy Mari – Juli néni
- Derzsi János – Tóth János
- Mertz Tibor – kocsmáros
- Adorjáni Bálint – kalauz
- Bánovits Vivianne – Juliska
- Kerkay Rita – Katica
- Dér Zsolt – orosz tiszt
- Mikola Gergő – 1. orosz katona
- Novkov Máté – 2. orosz katona
- Fehér Gyula – hegedűs cigány
- Kósa Boglárka – szomszédasszony
- Hajdu Miklós – szabó
- Sziklai Géza – Kustár Lacika
- Angelus Farkas – Kustár Pisti
- Rujder Vivien – Ilonka
- Rajkai Zoltán – rádióbemondó (hang)
- Nyikita Ivanov – orosz tiszt (hang)
- Jevgenyij Liszjuk – 1. orosz katona (hang)

## Főbb díjak, jelölések
Az alkotás 2017-ben mintegy 50 nemzetközi fesztiválon vetítették, ebből 18 alkalommal versenyszekcióban, 18 díjat nyerve.
- Magyar Filmkritikusok Díja (2018)
  - díj: A Filmkritikusok B. Nagy László Díja (legjobb film)[4]
  - díj: Rudolf Péter (legjobb férfi főszereplő)
  - díj: Ragályi Elemér (legjobb operatőr)
- Magyar Filmdíj (2018)
  - díj: Rudolf Péter (legjobb férfi főszereplő)
  - díj: Szemző Tibor (legjobb zeneszerző)
  - jelölés: legjobb játékfilm
  - jelölés: Török Ferenc (legjobb rendező)
  - jelölés: Szántó T. Gábor, Török Ferenc (legjobb forgatókönyvíró)
  - jelölés: Nagy Mari (legjobb női mellékszereplő)
  - jelölés: Barsi Béla (legjobb vágó)
  - jelölés: Zányi Tamás (legjobb hangmester)
  - jelölés: Ragályi Elemér (legjobb operatőr)
  - jelölés: Juristovszky Sosa (legjobb jelmeztervező)
  - jelölés: Rajk László (legjobb látványtervező)
  - jelölés: Színek Klári, Tesner Anna (legjobb maszkmester – vezető sminkes)
  - jelölés: Színek Klári, Tesner Anna (legjobb sminkes)
- Egyéb
  - 2017 – díj: 20. Miami Zsidó Filmfesztivál – közönségdíj
  - 2017 – díj: 67. Berlini Nemzetközi Filmfesztivál – közönségdíj 3. helyezett
  - 2017 – díj: 23. Titanic Nemzetközi Filmfesztivál (Budapest) – közönségdíj
  - 2017 – díj: 34. Jeruzsálemi Nemzetközi Filmfesztivál – Jad Vasem díj
  - 2017 – díj: 5. Waterloo-i Történelmi Filmek Fesztiválja – kritikusi zsűri díj

## Kritikák
A Magyar Nemzeti Filmalap és a Claims Conference nemzetközi szervezet támogatásával, a téma súlyát fekete-fehér színvilágával is kiemelő, digitális technikával készült filmet jellemzően jól fogadta mind a kritika, mind a nagyközönség, melyet mutatnak a nemzetközi fesztiválok közönség-, és kritikusi díjai.